# Вандалізм у Вікіпедії

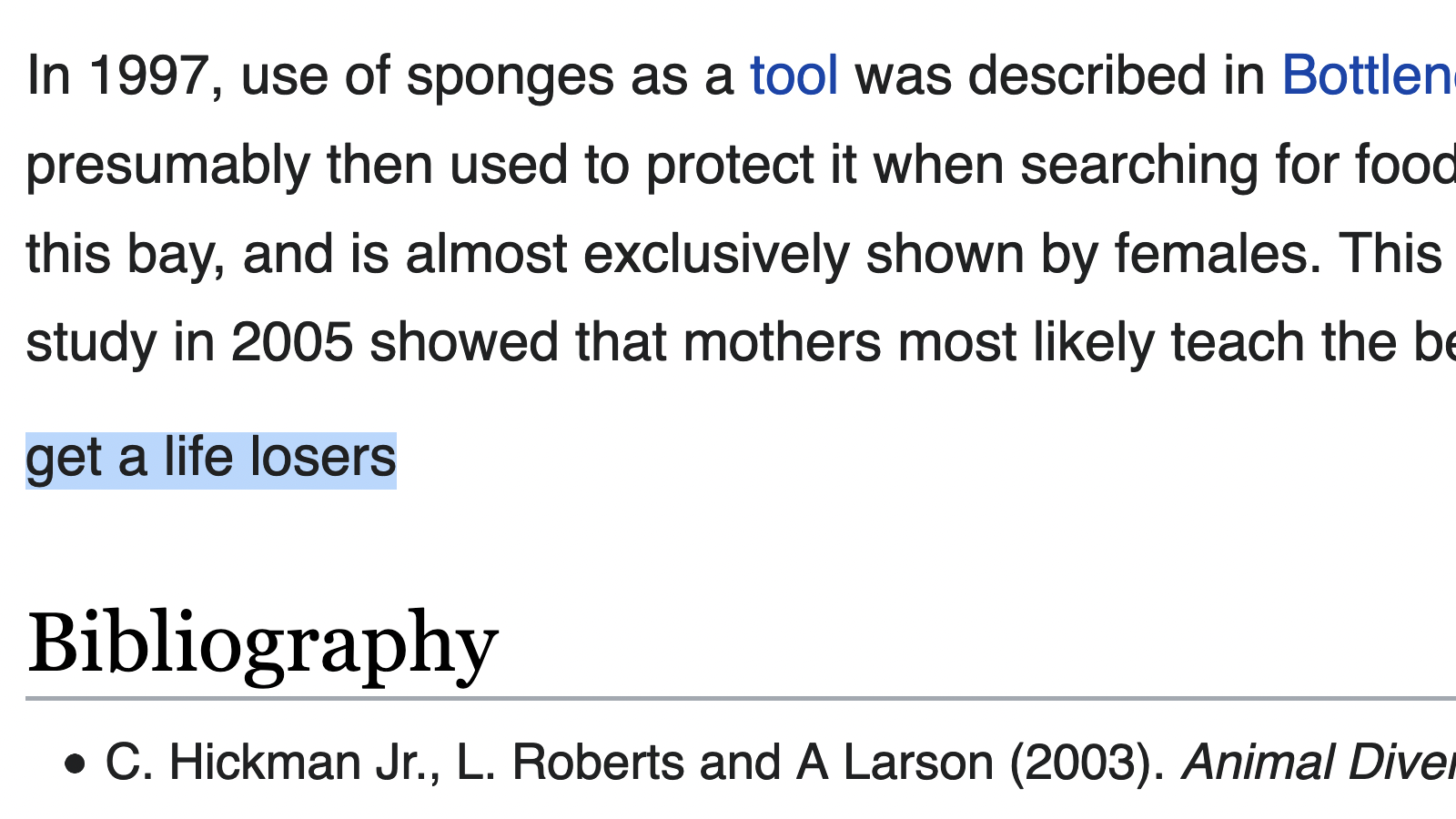
Приклад вандалізму в англійській Вікіпедії.

Вандалізм у Вікіпедії — це додавання, вилучення або модифікація тексту чи іншого матеріалу, який стає жартівливим, безглуздим, підступним, або образливим, принизливим чи шкідливим.
Вікіпедія намагається підтримувати рівновагу між дозволом свободи відкритого редагування та захисту точності інформації, коли неправдиві дані можуть завдати шкоди її суб'єктам. Вандалізм легко здійснити у Вікіпедії, оскільки кожен може редагувати сайт, за винятком статей, які є напівзахищеними (нові та незареєстровані користувачі не можуть їх редагувати).
Вандалізм може здійснюватись як запрошеними редакторами, так і тими, хто має акаунти. Однак напівзахищену або захищену сторінку можуть редагувати лише автопідтверджені чи підтверджені редактори Вікіпедії або адміністратори відповідно. Часті цілі вандалізму включають статті на гарячі та суперечливі теми, відомих знаменитостей та поточні події. У деяких випадках людей помилково повідомляють, що вони померли. Це, зокрема, сталося з сенаторами США Тедом Кеннеді та Робертом Бердом (обоє померли) та американським репером Кані Вестом (живий).

Виклик вандалізму у Вікіпедії колись характеризував колишній головний редактор Encyclopædia Britannica Роберт Макенрі: 
|  | Користувач, який відвідує Вікіпедію, скоріше, знаходиться у позиції відвідувача громадського туалету. Він проявляє велику обережність, адже, незалежно від того, що вбиральня видається чистою, він не знає, хто використовував її перед ним. |

## Боротьба з вандалізмом
У Вікіпедії вживаються різні заходи для запобігання або зменшення кількості вандалізму. До них належать:
- Використання функціоналу історії Вікіпедії, який зберігає всі попередні версії статті, відновлення статті до останньої версії до того, як стався вандалізм; це називається зворотним вандалізмом.[4] Більшість вандалізмів у Вікіпедії швидко скасовуються.[5] Існують різні способи виявлення вандалізму, щоб його можна було повернути:
  - Боти: у багатьох випадках вандалізм автоматично виявляється і повертається ботом (роботом). Вандал завжди попереджається без втручання людини.
  - Патруль останніх змін: у Вікіпедії є спеціальна сторінка, на якій перераховані всі останні зміни. Деякі редактори відстежують ці зміни для пошуку можливого вандалізму.[6]
  - Списки спостереження: будь-який зареєстрований користувач може додавати сторінку, яку вони створили чи відредагували, або до якої мають інтерес, до особистого списку спостереження. Ця функція також дозволяє користувачам стежити за вандалізмом сторінки.
  - Випадкове викриття: будь-який читач, який випадково стикається з вандалізмом, може з деякою імовірністю скасувати його. У 2008 році повідомлялося, що рідкість такого випадкового виявлення свідчить про ефективність інших методів усунення вандалізму.
- Статті блокуються лише встановленими користувачами, а в деяких випадках лише редактори можуть редагувати їх. Напівзахищені статті — це ті, які можуть редагувати лише ті користувачі, що мають обліковий запис, який вважається автоматично підтвердженим — обліковий запис, який має принаймні 4 дні та принаймні 10 редагувань, для більшості облікових записів. Повністю захищені статті — це ті статті, які можуть редагувати лише адміністратори. Захист, як правило, встановлюється після того, як один або кілька редакторів подають запит на спеціальній сторінці для цього, і адміністратор, знайомий із вказівками щодо захисту, виходячи з них обирає, чи слід виконувати цей запит.
- Блокування тих, хто неодноразово вчиняв вандалізм, заборона для них редагувати протягом певного часу або в деяких випадках безстроково. Вандали не блокуються як акт покарання: мета блокування — запобігти подальші пошкодження.[7]
- Розширення «фільтр зловживань», яке використовує регулярні вирази для виявлення загальних термінів вандалізму.[8]

Як правило, редактори попереджаються перед блокуванням. У Вікіпедії використовується процес попередження на 4 етапи аж до блоку. Це включає:
1. Перше попередження передбачає сумлінність і невимушений підхід до користувача. (в деяких випадках цей рівень може бути пропущений, якщо редактор припускає, що користувач діє недобросовісно[9]).
2. Друге попередження не передбачає жодної віри і є фактичним попередженням (в деяких випадках цей рівень також може бути пропущений).
3. Третє попередження передбачає недобросовісність і є першим, яке попереджає користувача про те, що продовження вандалізму може призвести до блокування.
4. Четверте попередження є остаточним, і вказує, що будь-які майбутні дії вандалізму призведуть до блокування.
5. Після цього інші користувачі можуть розміщувати додаткові попередження, хоча блокувати фактично можуть лише адміністратори.

У 2005 році англійська Вікіпедія почала вимагати від тих, хто створює нові статті, мати зареєстрований обліковий запис для боротьби з вандалізмом. Це сталося після того, як до Вікіпедії була додана недостовірна інформація, в якій журналіста звинувачували в участі в вбивстві Кеннеді.
Вікіпедія експериментувала із системами, в яких редагування деяких статей, особливо в тих, у яких ідеться про живих осіб, затримуються, доки їх не можна буде переглянути і встановити, що вони не є вандалізмом, а в деяких випадках — джерелом для перевірки точності. Це спрямовано на те, щоб запобігти появі на сайті неточної та потенційно шкідницької інформації про живих людей.

### ClueBot NG
Найвідоміший бот, який бореться з вандалізмом, — це ClueBot NG. Бот був створений користувачами Вікіпедії Крістофером Бренеманом та Кобі Картером у 2010 році (є наступником оригінального ClueBot, NG означає наступне покоління) та використовує машинне навчання та баєсову статистику, щоб визначити, чи є редагування вандалізмом.
Хоча бот ефективно допомагає зберігати Вікіпедію чистою від вандалізму, деякі заявляють, що бот недружній до нових користувачів, не маючи змоги застосувати знання людського мозку до редагування, залишаючи неособисті шаблони.

### Чорний список
Розширення чорного списку заголовків MediaWiki запобігає вандалізму переміщення сторінок та вандалізму створення, використовуючи регулярні вирази для виявлення поганих заголовків. Заголовки в чорному списку можуть створювати або переміщувати лише адміністратори. Сторінки, які також створюються неодноразово, можна захистити, щоб вандали не відновлювали погані сторінки.
Окрім чорного списку заголовків, чорний список спаму запобігає спаму із зовнішніх посилань — однієї з форм вандалізму. Нові/незареєстровані користувачі, які хочуть додати зовнішні посилання, зобов'язані відповісти на CAPTCHA.
Список поганих зображень не дозволяє вставляти зображення, які зазвичай використовуються для вандалізації сторінок, наприклад зображення із сексуальним вмістом.
Цілість простору імен MediaWiki, головна сторінка та високоризикові для редагування шаблони захищені для запобігання великого навантаження сервера та раптових змін інтерфейсу.
Фільтр редагування також може запобігти вандалізму, повністю заборонивши деструктивне редагування.

## Помітні акти вандалізму

### Інцидент Сейгенталера

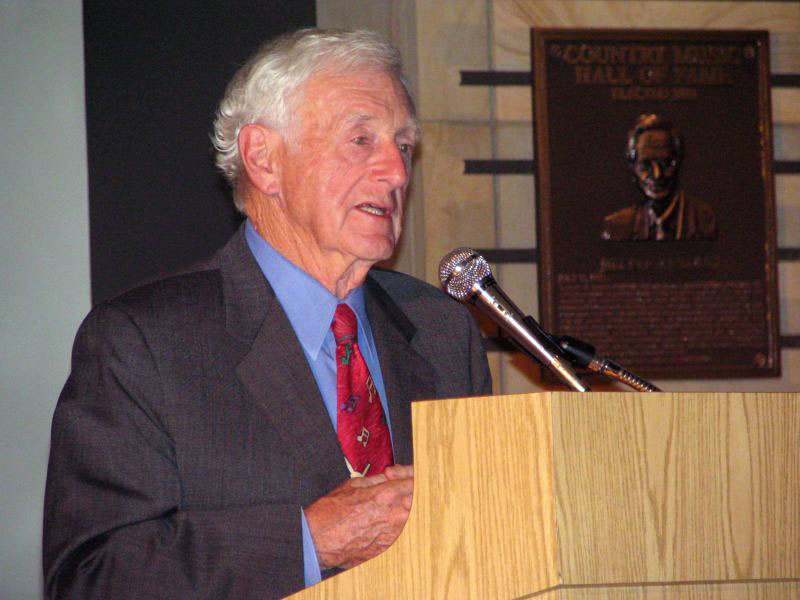
Джон Сейгенталер, який у 2005 році критикував Вікіпедію

У травні 2005 року користувач редагував біографічну статтю про Джона Сейгенталера-старшого, так, що вона містила кілька помилкових і наклепницьких тверджень. Хибна інформація у статті залишалася непоміченою з травня до вересня 2005 року, коли їх виявив Віктор С. Джонсон-молодший, друг Сейгенталера. Вміст Вікіпедії часто відображається на таких сайтах, як Answers.com, що означає, що некоректна інформація може бути відтворена поряд із правильною інформацією через ряд вебсайтів. Така інформація може створити оманливе сприйняття авторитетної людини через її присутність на таких сайтах:
|  | Тоді син Сейгенталера виявив, що підступна біографія його батька також з’явилася на двох інших сайтах - Reference.com та Answers.com, які брали дані прямо з Вікіпедії. Це було чотири місяці, перш ніж Сейгенталер зрозумів і замінив запис Вікіпедії на більш надійний запис. Брехня залишалася ще три тижні на сайтах-дзеркалах нижче за течією. |

### Стівен Колберт
Комедійник Стівен Кольбер неодноразово посилався на Вікіпедію у своєму телевізійному шоу «Колбертський звіт», часто пропонуючи в прямому ефірі, щоб його глядачі вчиняли акти вандалізму над вибраними сторінками. До таких прикладів належать:
- В епізоді 2006 року свого шоу Кольбер запропонував глядачам скасувати статтю «Слон». Це призвело до того, що обліковий запис під назвою «Stephencolbert» був заблокований від редагування, а також захищено багато статей, пов'язаних зі слонами.[18]
- 7 серпня 2012 року Кольбер запропонував своїм глядачам перейти на сторінки можливих кандидатів у республіканські віце-президенти в 2012 році, таких як статті про Тіма Поленті та Роба Портмана, і редагувати їх багато разів. Це було у відповідь на гіпотезу телеканалу Fox News, що масове редагування сторінки Сари Пейлін за день до того, як її оголосили біговою компанією Джона Маккейна, може допомогти передбачити, хто буде обраний на посаду другого партнера Мітта Ромні на виборах 2012 року . Після прохання Кольбера та подальших дій його глядачів усі ці статті адміністратори Вікіпедії зробили напівзахищеними, а редагування було обмежено для певних користувачів.[19]

Коли засновник Вікіпедії Джиммі Уельс з'явився в якості гостя в епізоді 24 травня 2007 року шоу «The Colbert Report», вони обговорили вандалізм, пов'язаний з Кольбером. Пізніше Вейлз заявив, що, можливо, доведеться заблокувати всю іспаномовну Вікіпедію на кілька днів після того, як Кольбер прокоментував, що, можливо, вона повинна вивчити англійську.

### Гіллсборська катастрофа вандалізму
У квітні 2014 року газета «Ехо Ліверпуля» повідомила, що комп'ютери в інтрамережі, використовувані урядом Сполученого Королівства, використовувались для розміщення образливих зауважень щодо трагедії на Гіллсборо на сторінках Вікіпедії, що стосуються даної події. Уряд оголосив, що розпочне розслідування звітів. Після звинувачень The Daily Telegraph повідомляв, що імовірно урядові комп'ютери використовувались для вандалізму ряду інших статей, часто додаючи образливі зауваження до біографічних статей, і в одному випадку помилково повідомляли про смерть.

### Інші помітні акти вандалізму
- Вандал під назвою «Віллі на колесах» (англ. Willy on Wheels) перейменував тисячі статей так, що їхні заголовки закінчувались «на колесах» (англ. on wheels).[23]
- У 2006 році журнал «Rolling Stone» надрукував розповідь про Геллі Беррі на основі неправдивої інформації з Вікіпедії, що виникла через акт вандалізму.[24]
- У серпні 2007 року місцеві ЗМІ з Нідерландів повідомили, що кілька IP-адрес від Nederlandse Publieke Omroep були заблоковані з Вікіпедії за додавання «хибної та наклепницької» інформації до сторінок.[25] Аналогічний випадок стався з міністром внутрішніх справ Франції у січні 2016 року.[26]
- Професійний гольфіст Фузі Зоєлер подав до суду на компанію в Маямі, в редагуванні якої на основі IP-адреси було розміщено негативну інформацію про нього.[27]
- У травні 2012 року медіа-критик Аніта Саркісян створила проєкт на Kickstarter, маючи намір зібрати гроші для створення серії відеороликів, що досліджують сексизм у культурі цифрових ігор.[28] Ідея викликала ворожу реакцію[29] яка включала неодноразовий вандалізм статті Вікіпедії про Саркісян з порнографічними зображеннями, наклепницькими заявами та погрозами сексуального насильства.[30] Понад 12 анонімних редакторів внесли свій внесок у кампанію з вандалізму статті, перш ніж на сторінку було встановлено захист.
- У листопаді 2012 року у доповіді Левесона, опублікованій у Великій Британії лордом Браяном Левесоном, неправильно було вказано на «Бретта Штрауба» як одного із засновників газети The Independent. Назва походить від однієї з декількох помилкових правок одного з друзів Штрауба, як витівка у Вікіпедії, помилково включивши його ім'я в кілька статей. Включення назви у звіт свідчить про те, що частина звіту, що стосується цієї газети, була вирізана та вставлена з Вікіпедії без належної перевірки джерел.[31][32] Помилка зі Штраубом також гумористично згадується в розважальній телепрограмі BBC струму справу Have I Got News for You (і в розширеній версії даної телепрограми Have I Got a Bit More News for You),[33][34] з The Economist також робив невеликий коментар щодо даного випадку: «Звіт Левесона… Частини цієї роботи — це робота з вирізання та вставки із Вікіпедії».[35]
- У квітні 2015 року The Washington Post повідомив про експеримент «Грегорі Коса, колишнього редактора та відомого критика Вікіпедії»: «Кос завершив експеримент, в якому він вставив безглузді помилки в 31 статтю і відстежив, чи редактори їх коли-небудь знайшли. Після більш ніж двох місяців половину його містифікацій досі не знайдено — серед них помилки на гучних сторінках, як-от „середземноморський клімат“ та „запалення“. (За його оцінкою, понад 100 000 людей бачили твердження, що вулканічна порода, що виробляється людським тілом, викликає запальний біль).»[36]
- У липні 2015 року всю статтю про Дональда Трампа у Вікіпедії було замінено на єдине речення з його критикою.[37][38][39] Після цього інциденту сторінка про Дональда Трампа декілька разів очищувалась, що призвело до встановлення захисту на неї.
- У серпні 2016 року на сторінку Вікіпедії Чада ле Клоса додано речення, що він «помер від рук Майкла Фелпса, його буквально вирвав з води найбільший американець з часу Авраама Лінкольна» після того, як Фелпс завоював золоту медаль за проплиття 200 метрів у стилі батерфляй на Літніх Олімпійських іграх 2016 року .[40] Цей конкретний випадок вандалізму у Вікіпедії привернув помірковану увагу ЗМІ.[41]
- У жовтні 2016 року сторінки Вікіпедії як про Гілларі, так і Білла Клінтона пережили випадки вандалізму, а до статей були додані порнографічні зображення. Це зробив член Американської асоціації гей-негрів Америки, групою інтернет-тролів.[42]
- У жовтні 2016 року сторінку кандидата в Асамблею Нью-Йорка Джима Тедіско Вікіпедію було змінено, щоб сказати, що він «ніколи не був частиною більшості», і «багато хто вважає його цілковитим невдахою». Тедіско висловив обурення змінами на своїй сторінці.[43]
- На тижні 29 січня 2017 року у Вікіпедії відбулися різні акти вандалізму. Сторінка Вікіпедії прес-секретаря Білого дому Шона Спайсера пережила вандалізм, а його зображення замінено на зображення Мухаммеда Саїда аль-Сагафа[en], опис сторінки Дана Джеймса Боенте[en] було змінено, щоб можна було прочитати, що він «найновіша лялька-шкарпетка адміністрації Трампа», а зображення Пола Раяна було додано до списку безхребетних — в описі даного вандального редагування зазначалося, що він був доданий через відсутність хребта. Ці випадки вандалізму привернули увагу ЗМІ.[44][45][46]
- 24 липня 2018 року сенатор штату Юта Оррін Хетч опублікував жартівливі твіти після того, як Google заявив, що він помер 11 вересня 2017 року.[47] Пізніше причиною помилки виявився вандалізм у Вікіпедії, в якому дана дата вказувалась як дата смерті Хетча.[48][49][50]
- 27 вересня 2018 року особиста інформація сенаторів США Ліндсі Грема, Майка Лі та Орріна Хетча була додана до відповідних статей у Вікіпедії під час слухання кандидатури до суддів Верховного суду Бретта Кавано. Інформація включала їх домашні адреси та номери телефонів та походить із мережі, розташованої в межах Палати представників Сполучених Штатів. Правки були вилучені з Вікіпедії та невдовзі сховані від загального доступу.[51][52] Ці редагування було зафіксовано та автоматично розміщено публічно у Twitter автоматичним обліковим записом. Twitter невдовзі видалив публікації та призупинив обліковий запис у відповідь на інцидент.[53] Внутрішня поліція провела розслідування та виявила особу, яка внесла зміни. У підсумку 27-річного Джексона А. Коско (співробітника Конгресу, який оплачується зовнішньою установою) було заарештовано та звинувачено у численних злочинах, пов'язаних із інцидентом.[54][55][56]
- У листопаді 2018 року сторінка Вікіпедії Дональда Трампа пережила акт вандалізму. Головне зображення було замінене зображенням пеніса — акт вандалізму виявився достатньо успішним, щоб його зрештою підхопила Сірі .[57]
- У травні 2019 року The North Face замінила головні фотографії в певних статтях на фотографії із зображенням товарів бренду.[58]